# L.E.F.
L.E.F. is het tweede studioalbum van de Nederlandse tranceartiest Ferry Corsten dat onder zijn eigen naam werd gepubliceerd. Het album werd uitgebracht op 26 mei 2006 en telt 16 nummers.
De titel van het album is een afkorting van Loud, Electronic, Ferocious, maar kan ook gelezen worden als het Nederlandse woord lef. Het album bevat meer pop- en rockelementen. Er zijn zes nummers van het album uitgebracht als single.
In de Nederlandse Album Top 100 bereikte het album de 58e plek.

## Nummers
Het album bevat de volgende nummers:
| 1.                 | Intro         |               | 0:59 |
| 2.                 | Are You Ready |               | 5:42 |
| 3.                 | Fire          | Simon le Bon  | 7:20 |
| 4.                 | L.E.F.        |               | 3:24 |
| 5.                 | Into the Dark | Howard Jones  | 5:43 |
| 6.                 | Galaxia       |               | 7:31 |
| 7.                 | Beautiful     | Debra Andrew  | 7:59 |
| 8.                 | Possession    | Denise Rivera | 5:49 |
| 9.                 | On My Mind    | Denise Rivera | 4:47 |
| 10.                | Down on Love  | Oz            | 4:56 |
| 11.                | Forever       | Debra Andrew  | 3:21 |
| 12.                | Watch Out     |               | 6:18 |
| 13.                | Junk          | Guru          | 2:37 |
| 14.                | Cubikated     |               | 4:59 |
| 15.                | Freefalling   | Denise Rivera | 5:28 |
| 16.                | Daylight      |               | 4:33 |
| Totale duur: 97:02 |               |               |      |

## Medewerkers
- Ferry Corsten – componist, producent
- Simon le Bon, Howard Jones, Debra Andrew, Denise Rivera, Guru - vocalisten